# 蛸地蔵駅

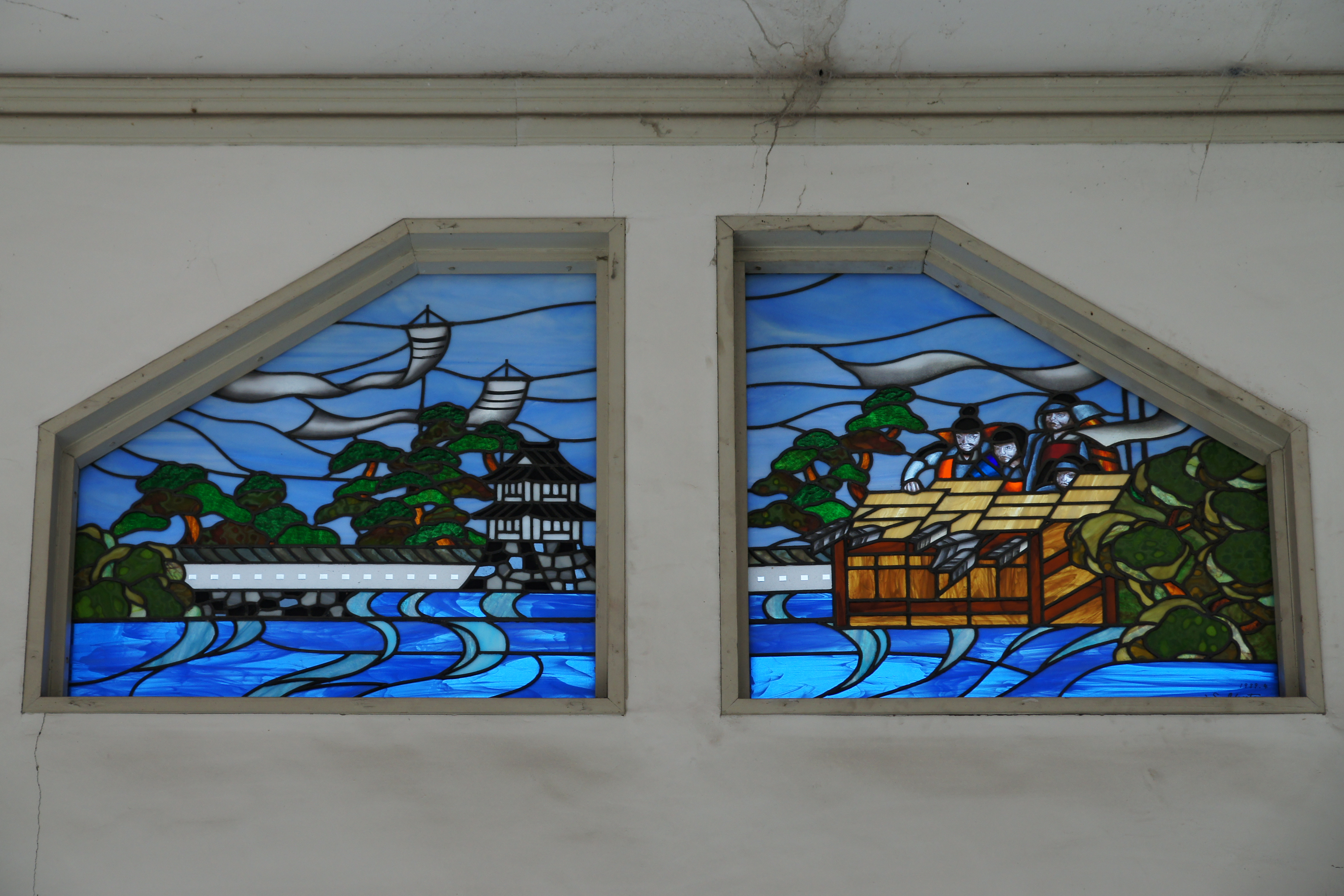
西駅舎の天窓にはめ込まれた、岸和田城攻城戦（蛸地蔵伝説）を描いたステンドグラス

蛸地蔵駅（たこじぞうえき）は、大阪府岸和田市岸城町にある、南海電気鉄道南海本線の駅。駅番号はNK25。
1925年（大正14年）に建てられた西駅舎は登録有形文化財に登録されている。

## 歴史
- 1914年（大正3年）4月1日：南海鉄道の岸和田駅 - 貝塚駅間に新設。
- 1925年（大正14年）：西駅舎が竣工。
- 1944年（昭和19年）6月1日：会社合併により近畿日本鉄道の駅となる。
- 1947年（昭和22年）6月1日：路線譲渡により南海電気鉄道の駅となる。
- 2012年（平成24年）4月1日 ：駅ナンバリングが導入され、使用を開始[3][4]。
- 2022年（令和4年）6月29日：西駅舎が国の登録有形文化財（建造物）に登録される[2]。

## 駅構造
相対式ホーム2面2線を持つ地平駅である。
改札はホームごとに独立しており、ホーム同士の往来は不可能。各ホームの改札口は和歌山市駅寄りにある。

### のりば
| のりば | 路線   | 方向 | 行先                   |
| ------ | ------ | ---- | ---------------------- |
| 1      | 南海線 | 下り | 関西空港・和歌山市方面 |
| 2      | 南海線 | 上り | なんば方面             |

## 利用状況
2019年（令和元年）次の1日平均乗降人員は4,681人（乗車人員：2,357人、降車人員：2,324人）である。
近年の1日平均乗降・乗車人員数は下表の通り。
| 年次   | 1日平均 乗降人員 | 1日平均 乗車人員 | 順位 | 出典   |
| ------ | ---------------- | ---------------- | ---- | ------ |
| 2000年 | 5,035            | 2,545            | -    | [ 6 ]  |
| 2001年 | 4,911            | 2,461            | -    | [ 7 ]  |
| 2002年 | 4,688            | 2,316            | -    | [ 8 ]  |
| 2003年 | 4,541            | 2,235            | -    | [ 9 ]  |
| 2004年 | 4,401            | 2,177            | 56位 | [ 10 ] |
| 2005年 | 4,285            | 2,119            | -    | [ 11 ] |
| 2006年 | 4,339            | 2,150            | -    | [ 12 ] |
| 2007年 | 4,411            | 2,201            | -    | [ 13 ] |
| 2008年 | 4,463            | 2,230            | -    | [ 14 ] |
| 2009年 | 4,543            | 2,265            | -    | [ 15 ] |
| 2010年 | 4,494            | 2,241            | -    | [ 16 ] |
| 2011年 | 4,467            | 2,223            | 52位 | [ 17 ] |
| 2012年 | 4,565            | 2,270            |      | [ 18 ] |
| 2013年 | 4,766            | 2,370            | 51位 | [ 19 ] |
| 2014年 | 4,700            | 2,351            | 51位 | [ 20 ] |
| 2015年 | 4,832            | 2,416            | 51位 | [ 21 ] |
| 2016年 | 4,816            | 2,418            | 51位 | [ 22 ] |
| 2017年 | 4,742            | 2,373            | 51位 | [ 23 ] |
| 2018年 | 4,788            | 2,403            | 51位 | [ 24 ] |
| 2019年 | 4,681            | 2,357            | 52位 | [ 25 ] |

## 駅周辺
- 岸和田城 - 当駅は岸和田城南大手門跡付近に位置しており、駅北方は岸和田城内となる[26]。
- 五風荘
- 大阪府立岸和田高等学校
- 岸城神社
- 岸和田市立自泉会館
- 岸和田だんじり会館
- 天性寺（蛸地蔵） - 駅名の由来となった寺院[1]。
- 蛸地蔵商店街
- 岸和田城内郵便局
- 寺田萬寿病院
- 岸和田市役所

## 隣の駅
南海電気鉄道
 南海本線

■特急サザン・■急行・■空港急行・■区間急行
通過
■準急（難波行きのみ運転）・■普通
岸和田駅 (NK24) - 蛸地蔵駅 (NK25) - 貝塚駅 (NK26)
- 括弧内は駅番号を示す。